# Proshizonotus nigriaenea
Proshizonotus nigriaenea är en stekelart som först beskrevs av Girault 1915.  Proshizonotus nigriaenea ingår i släktet Proshizonotus och familjen puppglanssteklar. Inga underarter finns listade i Catalogue of Life.